# Hegyszentmárton
Hegyszentmárton là một thị trấn thuộc hạt Baranya, Hungary. Thị trấn này có diện tích 18,78 km², dân số năm 2010 là 424 người, mật độ 23 người/km².